# Doble ruptura del bloqueo de Arica
La doble ruptura del bloqueo de Arica fue una acción naval protagonizada por el marino Manuel Antonio Villavicencio Freyre, comandante de la corbeta Unión de la Marina de Guerra del Perú, durante el desarrollo de la Guerra del Pacífico. Consistió esta acción naval, en romper el bloqueo chileno del puerto hasta en dos oportunidades en menos de 8 horas, el 17 de marzo de 1880. 

## Antecedentes
Luego de perdido el monitor Huáscar en el Combate naval de Angamos, Chile quedó prácticamente dueño del mar y comenzó a planificar la Campaña terrestre contra el Perú.
El ejército de Chile desembarcó su fuerza expedicionaria en Ilo y Mollendo, mientras su flota bloqueaba Arica desde el 28 de noviembre de 1879 para impedir que los peruanos pudieran recibir refuerzos desde Lima.
Por aquella época, el Perú ya había perdido la mayoría de sus puertos del sur, como Iquique, Ilo y Pisagua, pero Arica era una posición defendida por cañones pesados y el monitor Manco Cápac que servía de batería flotante. En el puerto se había llegado a cabo el Combate naval de Arica el 27 de febrero de 1880, en donde falleció el capitán de fragata chileno y comandante del bloqueo, Manuel Thomson. Después se bombardeó el puerto desde el 29 de febrero hasta el 6 de marzo, pero sin consecuencias. Naves de guerra neutrales: la francesas Hussard, la alemanas Hansa y los británicosThetis y Shannon también estaban ancladas a una distancia prudente de la bahía. Su tarea era observar el desarrollo del bloqueo y los combates que pudieran ocurrir entre la flota chilena y las defensas del puerto.

### Expedición al sur
En los primeros días del mes de marzo de 1880 el capitán de navío Manuel Villavicencio, fue convocado por el director supremo del Perú, Nicolás de Piérola Villena. En aquella ocasión el dictador Piérola le indicó que era indispensable romper el Bloqueo de Arica y entregar a la guarnición de Arica armas y suministros. Escuchada las órdenes de Piérola, Villavicencio respondió:

“Señor Presidente, durante los últimos diez meses a bordo del “Chalaco” he cumplido mis deberes, y he logrado evadir a cuanto buque de guerra enemigo se me ha presentado. Ahora que estoy a cargo de una nave más rápida, puede estar Usted seguro, Dios mediante, que a pesar del bloqueo, entraré en Arica. No puedo asegurarle que voy a regresar, pero haré lo que pueda”.
Respuesta de Manuel Antonio Villavicencio Freyre a Nicolás de Piérola Villena en marzo de 1880#GGC11C

Durante los días siguientes, Villavicencio cargó la Unión con 37 cajones con calzado, 39 fardos de loneta blanca, 1 cajón con 190 gruesas de botones, 5 cajones con 2 ametralladoras completas, 100 cajones con 100 mil tiros para rifles Remington y la lancha torpedera Alianza, para aumentar la vigilancia nocturna de la bahía, realizada hasta entonces solo por la lancha boliviana Sorata. El 12 de marzo de 1880, el coronel Nicolás de Piérola, director supremo de la República, llegó a El Callao para despedir personalmente al comandante Villavicencio y a la tripulación de la Unión. A las 11:00 a. m., la Unión hizo las maniobras de desatraque del puerto de El Callao, maniobró entre los mercantes anclados en la rada, enfiló la [isla San Lorenzo] y rebasándola, puso proa al sur. La Unión recaló en la tarde del 14 en Quilca, donde tras recibir noticias del vapor Mendoza de la PSNC, continuó su viaje a Arica en la tarde del 15 de marzo.
Se quería aprovechar a costa de que el bloqueo de Arica era solo sostenido por dos buques: el blindado Huáscar y el transporte Matías Cousiño. Estos buques navegaban en altamar en la noche y regresaban al puerto al amanecer, por lo que se intentaría entrar al puerto de madrugada. 
Paralelamente, el transporte Talismán zarpó el 11 de marzo de 1880 con destino a Quilca con una carga de: 2 cajones con medicinas, 90 cajones con 1800 rifles Remington calibre 0.50 in, 578 cajones con 500 mil tiros para dichos rifles, 100 cajones con 200 mil tiros para Remington calibre 0.43 in, 2 cajones con 20 mil tiros para rifles Winchester, 4 cañones Blakely de 9 libras, 2 obuses de 12 libras y 24 cajones con proyectiles para los cañones. En el transporte viajaba el general de brigada Manuel Beingolea que iba a comandar el 2° ejército del sur, que se estaba formando en Arequipa. El transporte llegó a Quilca el 14 de marzo, pero el comandante del buque, el capitán de corbeta Manuel Carrasco, decidió no desembarcar al ver unas luces extrañas y tras consejo de guerra, decidió navegar a Pisco y ahí desembarcó su carga.

## Fuerzas enfrentadas

### Naves chilenas

#### Fragata blindada Cochrane

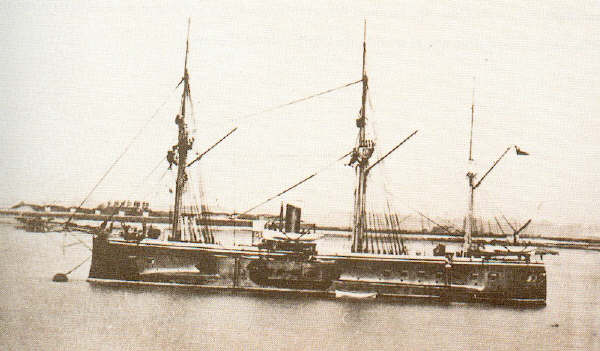

Las fragata blindada Cochrane era un buque blindado de 3.560 t de desplazamiento, en servicio desde 1874 y 1875 respectivamente. Contaban con un blindaje de 230 mm de espesor y su armamento principal estaba constituido por 6 cañones de avancarga Armstrong de 250 lb en batería, 3 por banda. Su armamento menor era 2 ametralladoras Nordentfeldt de 1 in en el puente, 2 cañones Armstrong de avancarga 7 lbs y 2 cañones Armstrong de retrocarga de 20 lb . Su sistema de propulsión era mixto,  máquina a vapor, con doble hélice, y vela siendo capaz de alcanzar una velocidad máxima, el día del combate, de 12 kn. El 'Cochrane estaba al mando del capitán de navío Juan José Latorre.

#### MonitorHuáscar

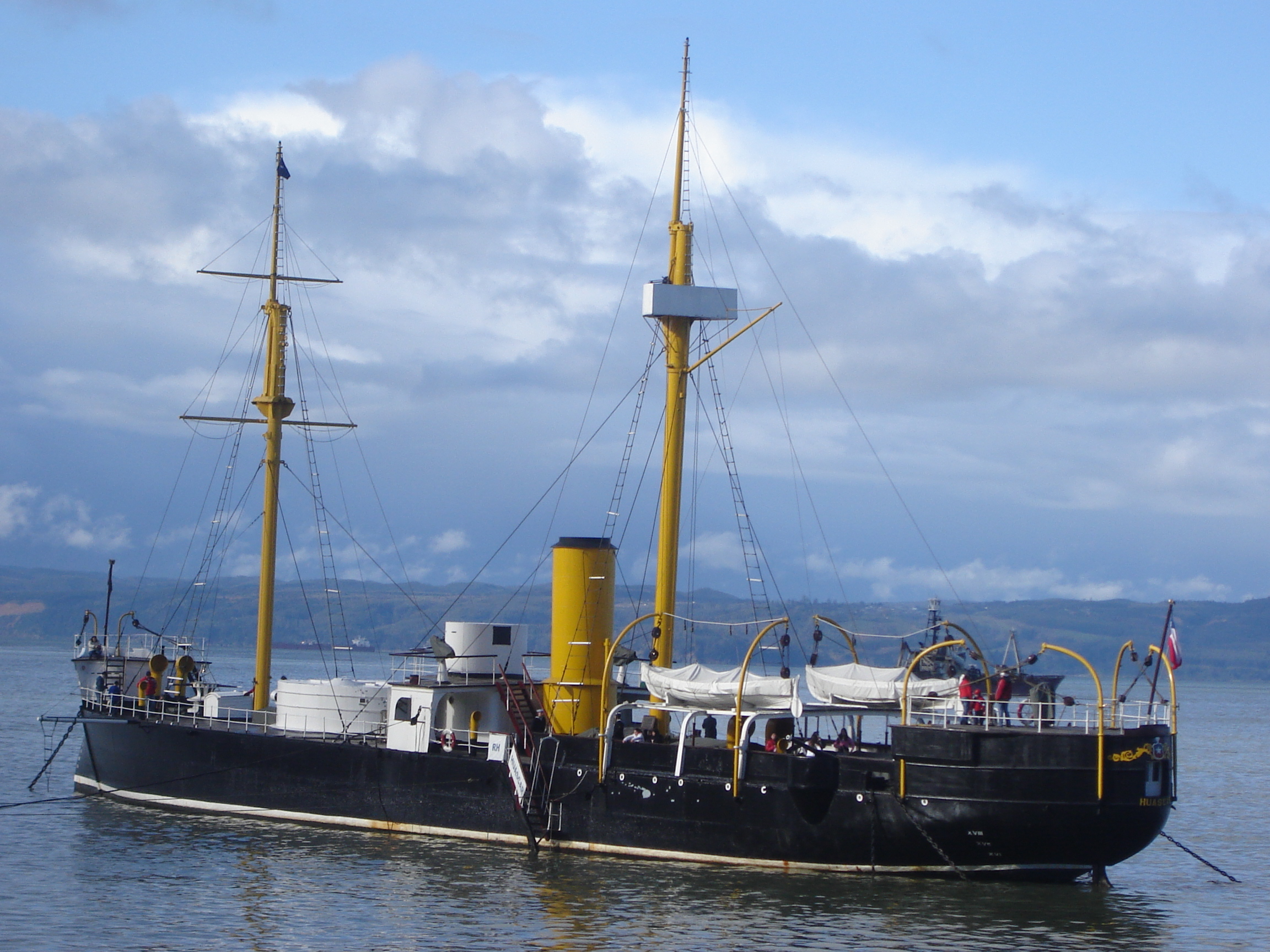

El Huáscar, es un buque blindado de 1.745 t de desplazamiento construido en 1865. Cuenta con un blindaje de 114,3 mm de espesor en el casco y su armamento principal estaba constituido, en esa época, por dos cañones de avancarga Armstrong de 300 lb ubicados en una torre giratoria blindada. Bajo bandera chilena, se le agregó artillería moderna: dos cañones Armstrong de retrocarga de 40 lb con alcance de 7000 m, uno en el alcázar de estribor y otro en el alcázar de babor y un cañón de tiro rápido Hotchkiss de 1 lb. También tenía una ametralladora Gatling de 0.44 in en la cofa del palo mayor. Su sistema de propulsión era con una hélice, siendo capaz de alcanzar una velocidad máxima, el día del combate, de 8 kn. Tras la muerte en febrero de su primer comandante chileno, Manuel Thomson, comandante también del bloqueo, estaba al mando del capitán de fragata Carlos Condell.

#### TransporteAmazonas

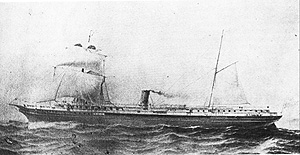

El Amazonas era un transporte que había pertenecido a la Pacific Steam Navigation Company y comprado durante la guerra. En servicio desde 1859, posee un casco de fierro, donde desplazaba 2.019 t. Estaba artillado con un cañón Armstrong de 6 pulgadas, siendo capaz de alcanzar una velocidad máxima de 13 kn. 

### Fuerzas peruanas

#### Defensas de Arica
Las baterías de Arica estaban al mando del Comandante Arnaldo Panizo y se dividían en las de tierra (no defendían al puerto), las del norte y las del morro. El jefe de la plaza de Arica era el capitán de navío Camilo Carrillo.
Las baterías del Morro, situadas al sur del puerto en el morro de Arica eran:
- Batería Alta: 1 Vavasseur de 250 lb, 2 Parrott de 100 lb y 2 Voruz de 70 lb.
- Batería Baja: en dirección a la playa La Lisera, 4 Voruz de 70 lb.

Durante el combate, voló un cañón Voruz al sur del morro, en la playa La Lisera, por defecto de la espoleta del proyectil, que hizo que la bomba estallara dentro del cañón.
Las baterías del Norte, situadas en la playa al norte del puerto eran:
- Batería 2 de Mayo: 1 Vavasseur de 250 lb.
- Batería Santa Rosa: a la orilla sur del río San José, 1 Vavasseur de 250 lb.
- Batería San José: en la playa del mismo nombre, a la orilla norte del río San José, 2 Parrott de 150 lb.

#### MonitorManco Cápac

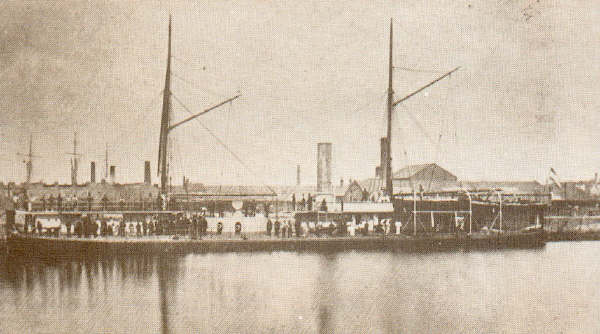

El Manco Cápac era un monitor de 2100 t de desplazamiento. Su blindaje era de 127 mm y de 254 mm en la torre giratoria, que llevaba 2 cañones Dahlgren de 500 lb. Tenía asignado la lancha boliviana Sorata, que era utilizada para patrullaje nocturno. Su sistema de propulsión era con una hélice, siendo capaz de alcanzar una velocidad máxima, el día del combate, de 3,5 kn. Estaba al mando del capitán de fragata José Sánchez Lagomarsino. 

#### CorbetaUnión

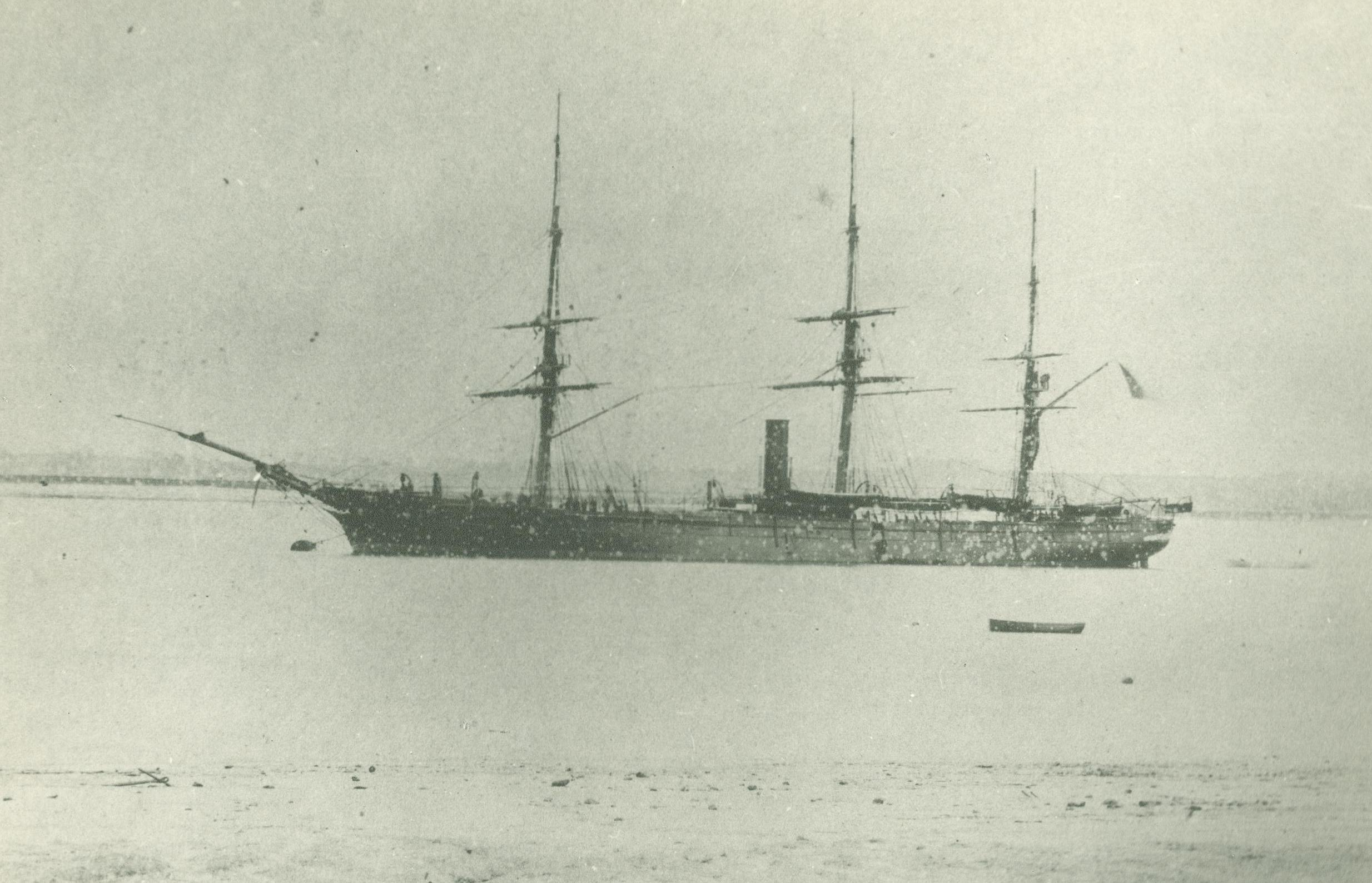
Corbeta Unión.

La Unión era una corbeta construida en 1865, con casco de madera protegida con hierro y cobre. Desplazaba 2.066,66 t y contaba con 12 cañones rayados Voruz de avancarga de 70 lb como armamento principal, en la batería, 6 por banda. Además contaba con 2 cañones Armstrong de 70 lb en proa y un cañón Withworth de avancarga de 9 lb. Su sistema de propulsión era también mixto, con una hélice, siendo capaz de alcanzar una velocidad máxima de 13 kn. Estaba al mando del capitán de navío Manuel Villavicencio.

## Doble ruptura del bloqueo

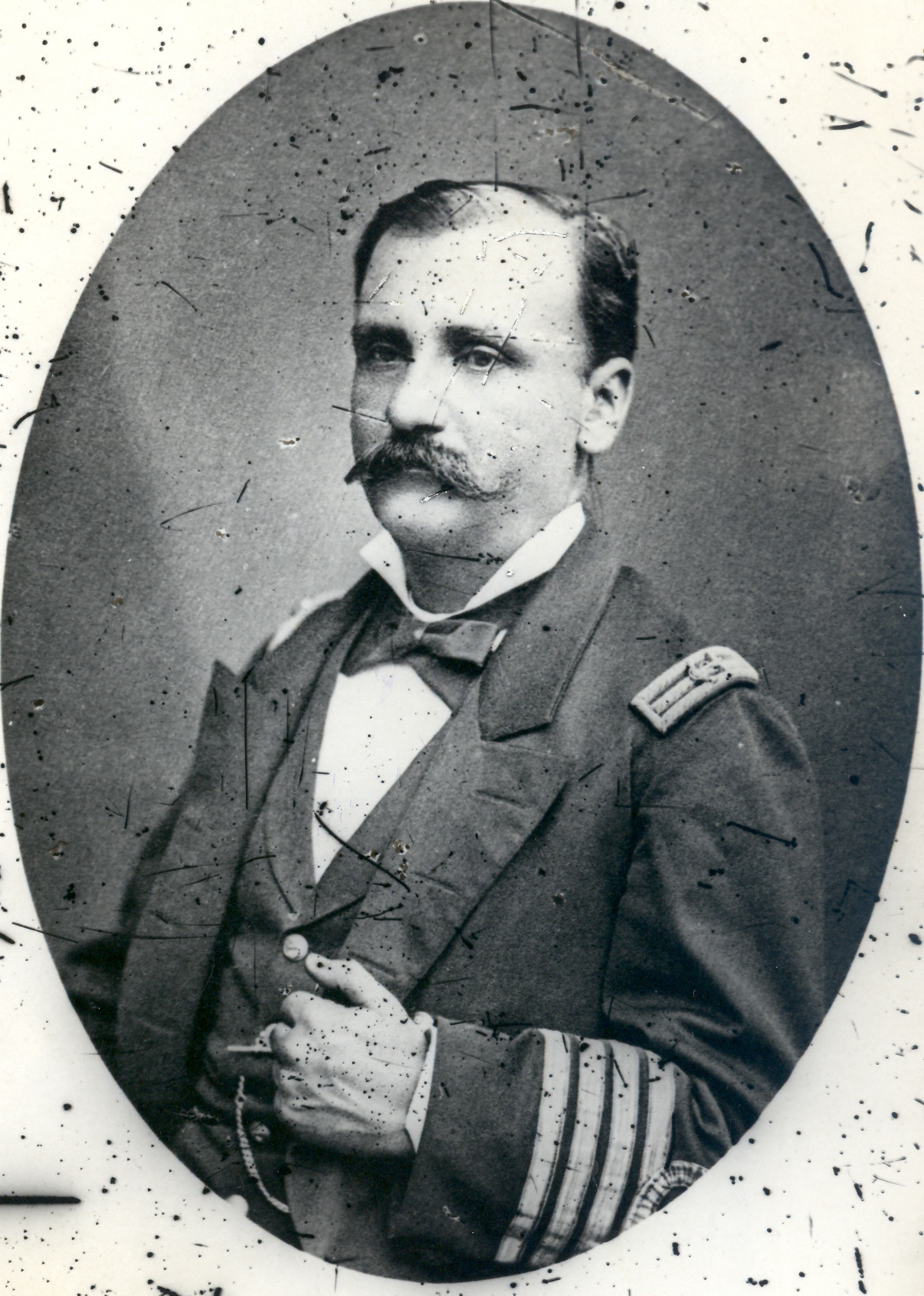
Manuel Villavicencio, comandante de la corbeta peruana Unión.

El día 17 de marzo de 1880, a las 02:00 a. m., la corbeta peruana se presentó en Arica, cuando las naves chilenas se encontraban en altamar. La Unión avanzó lentamente hacia el puerto, amparado en la oscuridad y el absoluto silencio a bordo. A las 04:00 a. m., a prudente distancia, Villavicencio desprende un bote de su buque para avisar a las autoridades de tierra de su presencia. A las 04:30 a. m. la corbeta peruana entraba al fondeadero, era recibido por la lancha boliviana Sorata y anclaba junto al monitor Manco Cápac. La maniobra de la Unión, fue recibida con júbilo no solo por la guarnición peruana, sino también por las tripulaciones de los buques de guerra extranjeros, que se habían percatado y observado las maniobras de la corbeta peruana. 
Los chilenos que mantenían el bloqueo, recién se dieron cuenta de lo que estaba pasando a plena luz del día, cuando la Unión ya estaba descargando los suministros para el ejército peruano de Arica. El comandante del Huáscar, capitán de fragata Carlos Condell y comandante accidental del bloqueo, ordenó que el transporte Matías Cousiño navegara a Pacocha para avisar al Comandante de la escuadra chilena, contraalmirante Galvarino Riveros, de la presencia de la corbeta peruana Unión y pedir refuerzos para reforzar el bloqueo. Condell decidió atacar a la Unión aprovechando sus cañones de largo alcance de 40 libras que le permitía atacar sin ser tocado por los cañones de las baterías del puerto. A las 8:50 a. m. se inicia el bombardeo; el Huáscar realiza 11 tiros y es contestado por 3 de la Unión y 2 de las baterías del Morro.
A las 9 a. m. se avistan 2 humos desde el sur, que resultaron ser el blindado Cochrane y el transporte artillado Amazonas. El Cochrane, que regresaba de Iquique para reemplazar al Huáscar en el bloqueo, y el Amazonas, que desde Ilo traía al blindado un repuesto de municiones. Ambos buques se habían encontrado en la madrugada en Caleta Vítor, 15 millas al sur de Arica. El Cochrane estaba al mando del capitán de navío Juan José Latorre, que por ser el oficial superior tomaría el mando de la flotilla. Los peruanos confundieron al Cochrane con el blindado Blanco Encalada. El Cochrane y el Huáscar se pusieron juntos para que sus comandantes pudieran conferenciar y acordar un ataque a la corbeta peruana.
A las 12:00, la escuadra chilena se desplegó en formación de ofensiva y comenzó a disparar simultáneamente contra la Unión a 4.000 metros de distancia. El fuego de artillería chileno fue intenso e hicieron un total de 84 tiros contra la corbeta peruana, mientras las baterías peruanas hicieron 43 tiros, el monitor Manco Cápac hizo 4 tiros y la corbeta Unión realizó 20 tiros. Impactaron en la nave peruana Unión 2 bombas y otras 5 estallaron en el aire, destruyeron parte del puente de mando, todos los botes salvavidas, los suministros de carbón y 8 bajas. El Cochrane recibió 4 tiros: uno del monitor Manco Cápac, que sacudió y aflojó las junturas de la plancha en toda su extensión, pero sin penetrar el blindaje; otros 2 tiros cayeron en la línea de agua sin perforarlo también y otro más destrozó la botica. El Huáscar recibió cuatro proyectiles gruesos: 3 en el casco y uno en el palo trinquete, sin mayor daño. Los buques chilenos no tuvieron bajas.
Una vez que atracó la Unión al muelle del puerto de Arica, comenzó la descarga de los víveres, armamento, municiones y de la lancha torpedera Alianza, que se encontraba al mando del teniente primero Leoncio Prado; esta operación duró 8 horas, tiempo en el cual la Unión se batió con la escuadra chilena.
La escuadra chilena se abrió en abanico, tratando de cerrarle la posterior fuga, pero a las 4:20 p. m., el capitán de navío Manuel Villavicencio, comandante de la Unión, y su segundo comandante, el capitán de fragata Arístides Aljovín, descubren que todos los comandantes de los buques que sostenían el bloqueo comenzaron a converger en el blindado Cochrane. Efectivamente, en el Cochrane se desarrollaba una Junta de Comandantes de buques chilenos, convocados por el capitán Juan José Latorre, en la que discutían las próximas acciones a seguir para terminar de hundir a la corbeta peruana; los buques chilenos se situaron frente a Chacalluta, al norte del puerto. A las 16:30, el comandante Villavicencio se dirigió a la tripulación de la corbeta peruana, preguntando: “Hombres, ¿Ustedes quieren morir en tierra o en el mar?”. La respuesta fue unánime: “¡En el mar!”. Y así se dio orden de levar anclas. Entonces el capitán Villavicencio, ordenó al capitán de fragata Arístides Aljovín, que izara el ancla solo unos metros, manteniendo ésta dentro del agua, de manera que a la observación de los buques chilenos pareciera que la nave peruana se encontraba anclada; como la Unión, había mantenido presión durante todo el combate y durante la descarga del día, este hecho no iba a preocupar mucho a las naves chilenas. A las 5:00 p. m., la Unión desatracó del muelle de Arica, maniobró dentro de la rada, enfilando hacia la isla del Alacrán. A la altura de esta isla, en vez de virar al norte, puso proa al sur rumbo a aguas chilenas. Posteriormente, hizo rumbo al oeste en la noche y luego al norte.
El capitán Latorre, al percatarse de la maniobra, ordenó a sus comandantes seguir y capturar a la corbeta peruana. Villavicencio gobernó la Unión y consiguió evadir a las naves chilenas perseguidoras.

## Epílogo
La nave peruana entró al puerto del Callao, el 20 de marzo de 1880, ante el asombro de todos. Había llevado a cabo una misión difícil y el gobierno, en reconocimiento, le confirió la Cruz de Hierro.
En una carta fechada el 18 de marzo de 1880, el teniente coronel Ricardo O'Donovan, jefe de Estado mayor de la Séptima División del ejército peruano en Arica, escribió a su hermano Enrique en Trujillo sobre la acción de Villavicencio:

“Después que te escribí ayer siguió la ansiedad por el combate de Arica y con la convicción de que la corbeta “Unión” sería perdida. Villavicencio consultó qué haría cuando le rompieron parte del caldero y el andar de la corbeta rebajaba a 10 nudos. Montero le autorizó para que no saliera y hasta que varara el buque si fuese necesario y cuál no habría sido el gusto de todos al ver que compuesta la avería emprende su salida  y se escapa de los enemigos como un águila; la persiguió el “Almirante Cochrane” y tuvo que abandonar la empresa regresando al puerto avergonzado. Se dice que el “Amazonas” sigue a la “Unión”. Villavicencio es pues el hombre llamado a ejecutar estas empresas. Inteligencia, valor y fortuna; yo lo saludé en la orden de la plaza como verás en el santo que di para el servicio del ejército”.
Ricardo O'Donovan, 18 de marzo de 1880#GGC11C

Hubo recriminaciones en Chile contra la escuadra porque la Unión pudo escapar de Arica, pero el capitán Latorre asumió la responsabilidad y las críticas terminaron.